# Игуменцево (Владимирская область)
Игу́менцево — деревня в составе Октябрьского сельского поселения в Вязниковском районе Владимирской области России. Этот населённый пункт состоит из одной улицы.

## География
Деревня Игуменцево расположена в 5 километрах от д. Большевысоково.

## Население
| 1859 | 1905 | 1926 | 2002 | 2010 | 2021 |
| ---- | ---- | ---- | ---- | ---- | ---- |
| 54   | ↗73  | ↗128 | ↘16  | ↘13  | ↘10  |